# Olga Azuaje
Pour les articles homonymes, voir Azuaje.
Olga Azuaje, de son nom complet Olga Cecilia Azuaje Martínez, également connue sous le nom de Titina Azuaje, est une femme politique vénézuélienne. Membre du parti socialiste unifié du Venezuela, elle a été ministre du Tourisme entre 2007 et 2009.

## Carrière politique
Nommée ministre du Tourisme de 2007 à 2009, Olga Azuaje se présente à la municipalité de Chacao en 2013, formant l'un des cinq districts du District de la capitale Caracas, pour le parti socialiste unifié du Venezuela mais est très sèchement battue par le candidat Ramón Muchacho qui l'emporte avec plus de 84 % des voix, la plus large victoire aux municipales du pays lors de ces élections.